# Giovanni Benelli
Giovanni Benelli (ur. 12 maja 1921 w Poggiole di Vernio, zm. 26 października 1982 we Florencji), włoski duchowny katolicki, dyplomata watykański, arcybiskup Florencji, kardynał.

## Życiorys
Studiował w seminarium w Pistoia oraz na uczelniach rzymskich - Papieskim Uniwersytecie Gregoriańskim i Papieskiej Akademii Duchownej. Przyjął święcenia kapłańskie 31 października 1943 i pracował w Rzymie jako duszpasterz. W sierpniu 1947 przeszedł do pracy w watykańskim Sekretariacie Stanu; był osobistym sekretarzem substytuta w Sekretariacie Stanu, Giovanniego Battisty Montiniego. W lipcu 1950 otrzymał tytuł nadzwyczajnego tajnego szambelana papieskiego (sierpień 1961 - prałata domowego); również w 1950 został wysłany na placówkę dyplomatyczną do Irlandii (był sekretarzem nuncjatury). Pracował kolejno we Francji (1953-1960 sekretarz nuncjatury), Brazylii (1960-1962 audytor nuncjatury), Hiszpanii (1962-1965 radca nuncjatury). Od maja 1965 do czerwca 1966 pełnił funkcję stałego obserwatora Stolicy Świętej przy UNESCO w Paryżu.
11 czerwca 1966 został mianowany arcybiskupem tytularnym Tusuro oraz pronuncjuszem w Senegalu i delegatem apostolskim w Afryce Zachodniej. Sakry biskupiej udzielił mu 11 września 1966 w Rzymie kardynał Amleto Giovanni Cicognani, sekretarz stanu. W czerwcu 1967 arcybiskup Benelli powrócił do Watykanu i został substytutem w Sekretariacie Stanu. W czerwcu 1977 Paweł VI mianował go arcybiskupem Florencji i kardynałem, z tytułem prezbitera S. Prisca.
Benelli uchodził za jednego z faworytów (papabili) zarówno na konklawe po śmierci Pawła VI, jak i po śmierci Jana Pawła I. Nie został wybrany; brał później udział w pracach sesji Światowego Synodu Biskupów w Watykanie oraz sesjach Kolegium Kardynalskiego. Zmarł w październiku 1982 i został pochowany w katedrze metropolitalnej we Florencji.